# 폴 플로리
폴 존 플로리(영어: Paul John Flory, 1910년 6월 19일 ~ 1985년 9월 9일)는 미국의 물리화학자이다. 고분자화학의 여러 영역에 걸쳐 이론, 실험 양면에 뚜렷한 업적을 남긴 공로로 1974년에 노벨 화학상을 수상했다.

## 수상 경력
- 1968년 : 찰스 굿이어 메달
- 1969년 : 피터 디바이상
- 1971년 : 엘리엇 크레슨 메달
- 1974년 : 노벨 화학상
- 1974년 : 미국 국가 과학상
- 1974년 : 프리스틀리 메달
- 1977년 : 퍼킨 메달

## 저서
- Flory, Paul. (1953) Principles of Polymer Chemistry. Cornell University Press. ISBN 0-8014-0134-8.
- Flory, Paul. (1969) Statistical Mechanics of Chain Molecules. Interscience. ISBN 0-470-26495-0. Reissued 1989. ISBN 1-56990-019-1.
- Flory, Paul. (1985) Selected Works of Paul J. Flory. Stanford Univ Press. ISBN 0-8047-1277-8.